# ロバート・サンプソン
ロバート・アラン・サンプソン（Robert Alan Sampson、1992年6月23日生まれ）はアメリカ出身のプロバスケットボール選手。父は殿堂入り選手であるラルフ・サンプソン。兄もバスケットボール選手であるラルフ・サンプソン3世。
大学卒業後、アルゼンチン、モンテネグロ、オーストラリア、ルーマニアでのプレーを経て2021-22シーズンから日本の山口ペイトリオッツに加入。初年度はB3リーグでブロックショット1位となった。